# Lijst van spelers van Club Deportivo Universidad de Concepción
Deze lijst omvat voetballers die bij de Chileense voetbalclub Club Deportivo Universidad de Concepción spelen of gespeeld hebben. De namen zijn alfabetisch gerangschikt.

## A
- Cristian Abarca
- Pablo Abdala
- Pablo Abdullah
- Miguel Aceval
- Patricio Aguilera
- Juan Albornoz
- Luis Alegría
- Óscar Altamirano
- Mauricio Aros
- Juan Arraya
- Francisco Arrué

## B
- Hugo Bascuñán
- Jean Beausejour
- Fabián Benítez
- Héctor Berrios
- Cristian Britez
- Humberto Bustamante

## C
- Juan Cabral
- Franco Cabrera
- Mario Cáceres
- Jorge Carrasco
- Anibal Carvallo
- Carlos Cisternas
- Gonzalo Cisternas
- Juan Cisternas
- Gerardo Cortes

## D
- Diego Díaz
- Hugo Droguett

## E
- Federico Elduayen
- Ismael Espiga

## F
- Matías Favano
- Silvio Fernandez
- Leonardo Figueroa
- Luis Figueroa
- Carlos Fuentes

## G
- Alejandro Gaete
- Fernando Giménez
- Michael Godoy
- Cristián Gómez
- Mauricio Gómez
- Osvaldo González
- Pablo González
- Renato González
- Diego Guidi

## H
- Lizandro Henríquez

## I
- Yeison Ibarrola

## J
- Marcelo Jara
- José Jiménez

## L
- Julio Laffatigue
- Michael Lepe
- Gustavo Lorenzetti

## M
- Manuel Maciel
- Leonel Mena
- Robert Mendez
- Fernando Meneses
- Marco Millape
- Leonardo Monje
- Cristián Montecinos
- Pedro Morales
- Sergio Moreno
- Claudio Muñoz
- Felipe Muñoz
- Pedro Muñoz

## N
- Gerardo Navarrete
- Patricio Neira

## O
- Otelo Ocampos
- Marco Olea
- Roberto Órdenes
- Manuel Ormazábal
- Andrés Oroz

## P
- Ricardo Parada
- Esteban Paredes
- Richard Pellejero
- Daniel Pereira
- Francisco Portillo

## R
- Rodrigo Rain
- Renato Ramos
- Emmanuel Reinoso
- Joel Reyes
- Juan Ribera
- Carlos Rivas
- Pedro Rivera
- Marcelo Roa
- Edison Rozas
- Patricio Rubina

## S
- Claudio Sandoval
- Carlos Santucho
- Jorge Schwager
- Diego Sepúlveda
- Fernando Solís

## T
- Héctor Tapia
- Rodrigo Tapia
- Juan Toro

## V
- Jorge Valdivia
- Iván Valenzuela
- Alex Varas
- Gabriel Vargas
- Alejandro Vásquez
- Carmelo Vega
- Wilmer Velásquez
- Gonzalo Villagra
- Juan Viveros
- Ricardo Viveros

## Y
- Renzo Yáñez

## Z
- Alonzo Zúñiga